# Gare de Bar-le-Duc
Gare de Bar-le-Duc vasútállomás Franciaországban, Bar-le-Duc településen.

## Vasútvonalak
Az állomást az alábbi vasútvonalak érintik:
- Noisy-le-Sec-Strasbourg-Ville-vasútvonal

## Kapcsolódó állomások
A vasútállomáshoz az alábbi állomások vannak a legközelebb:
- Gare de Nançois - Tronville
- Gare de Lérouville
- Gare de Commercy
- Gare de Vitry-le-François
- Gare de Revigny